# Bierzewice
Bierzewice – wieś sołecka w Polsce położona w województwie mazowieckim, w powiecie gostynińskim, w gminie Gostynin.
| SIMC    | Nazwa   | Rodzaj    |
| ------- | ------- | --------- |
| 0564211 | Pagórek | część wsi |

Wieś szlachecka Bieżejewice położona była w drugiej połowie XVI wieku w powiecie gostynińskim ziemi gostynińskiej województwa rawskiego. W latach 1975–1998 miejscowość administracyjnie należała do województwa płockiego.